# کهکشان دوپرگار
کهکشان دوپرگار (انگلیسی: Circinus Galaxy) یا (ESO 97-G13) یک کهکشان سیفرت در صورت فلکی دوپرگار است. این کهکشان ۴ درجه پایین‌تر از صفحه کهکشان قرار دارد و با فاصله‌ای برابر با ۴٫۰ مگاپارسک (۱۳ مگا سال نوری) یکی از نزدیک‌ترین کهکشان‌های بزرگ به راه شیری است. این کهکشان در حال تغییرات شدید است، زیرا حلقه‌هایی از گاز به احتمال زیاد از کهکشان به بیرون پرتاب می‌شوند. حلقه بیرونی آن ۱۴۰۰ سال نوری و حلقه داخلی آن ۲۶۰ سال نوری قطر دارند.
اگرچه کهکشان دوپرگار با یک تلسکوپ کوچک قابل مشاهده است، تا سال ۱۹۷۷ شناخته نشد زیرا نزدیک به صفحه راه شیری قرار دارد و توسط غبار کهکشانی پنهان شده است. کهکشان دوپرگار یک کهکشان سیفرت نوع II است و یکی از نزدیک‌ترین هسته کهکشانی فعال شناخته‌شده به راه شیری است، اگرچه احتمالاً کمی دورتر از قنطورس ای است.
کهکشان دوپرگار میزبان ابرنواختر SN 1996cr بود که بیش از یک دهه پس از انفجار شناسایی شد. این رویداد ابرنواختری برای نخستین بار در سال ۲۰۰۱ به‌عنوان یک شیء درخشان و متغیر در تصویری از رصدخانه پرتو ایکس چاندرا مشاهده شد، اما سال‌ها بعد به‌عنوان یک ابرنواختر تأیید شد.
کهکشان دوپرگار یکی از دوازده کهکشان بزرگ در "شورای غول‌ها" است که گروه محلی را در صفحه محلی احاطه کرده‌اند. یک جرم دیگر که احتمالاً یک ماهواره کهکشان دوپرگار است با نام HIZOA J1353-58 شناخته می‌شود. HIZOA J1353-58 در یک بررسی از هیدروژن خنثی (H I) کشف شد و در منطقه اجتناب قرار دارد.
نیوستار یک منبع پرتو ایکس بسیار روشن را در لبه این کهکشان شناسایی کرد که یک سیاه‌چاله با جرمی حدود ۱۰۰ برابر جرم خورشید است.